# Лящовка
Лящо́вка (укр. Лящівка) — село в Чернобаевском районе Черкасской области Украины. Расположено на реке Лящовка (Глубокая) при её впадении в Кременчугское водохранилище.
Население по переписи 2001 года составляло 1281 человек. Почтовый индекс — 19960. Телефонный код — 4739.
В селе родился Герой Советского Союза Степан Литовченко.

## Местный совет
19960, Черкасская обл., Чернобаевский р-н, с. Лящовка, ул. Ленина, 31